# (33324) 1998 QE56
1998 كيو إي 56 (ويعرف أيضًا باسم (33324) 1998 كيو إي 56 وفق تسمية الكوكب الصغير) (بالإنجليزية: 1998 QE56)‏ هو كويكب ضمن حزام الكويكبات؛ وترتيبه 33324 من حيث الاكتشاف.
اكتُشف هذا الجُرم الفلكي بواسطة بحث لنكولن عن الكويكبات القريبة من الأرض في 28 أغسطس 1998.

## وصلات خارجية
- (33324) 1998 QE56 في قاعدة بيانات مختبر الدفع النفاث لأجرام النظام الشمسي الصغيرة

- الاكتشاف · مخطط المدار ·  العناصر المدارية · المعلمات المادية

- (33324) 1998 QE56 على موقع ويكي سكاي: DSS2, SDSS, GALEX, IRAS, Hydrogen α, X-Ray, Astrophoto, Sky Map, Articles and images